# Älvsborgs amfibieregemente
Älvsborgs amfibieregemente (Amf 4) är ett amfibieförband inom svenska marinen som verkade åren 2000–2004 och återigen från 2021. Förbandsledningen är förlagd i Göteborgs garnison i Göteborg.

## Historik
Inför försvarsbeslutet 2000 var regeringens utgångspunkt att det endast behövdes två enheter för att tillgodose Försvarsmaktens framtida utbildning av kustartilleriförband, varav en enhet som huvudenhet för vapenslaget. Inför försvarsbeslutet fanns fyra kustartilleriregementen, Vaxholms kustartilleriregemente och Första kustartilleribrigaden (KA 1) i Vaxholm, Karlskrona kustartilleriregemente och Andra kustartilleribrigaden (KA 2) i Karlskrona, Gotlands kustartilleriregemente (KA 3) på Gotland och Älvsborgs kustartilleriregemente (KA 4) i Göteborg. Regeringen ansåg att kustartilleriregementet i Vaxholm skulle utgöra huvudenhet i Försvarsmaktens grundorganisation. Med bakgrund att Vaxholm hade en befintlig infrastruktur med en god närhet till Stockholms skärgård med övnings- och skjutfält, vilket ansågs väl dimensionerande för de terrängtyper förbandet förväntas uppträda i. Ytterligare argument till att behålla Vaxholm var för att behålla samordning med övriga marinförband i Stockholmsområdet. Vidare konstaterades av regeringen att de andra kustartilleriregementena saknade förutsättningar till att utgöra huvudenhet för kustartilleriet.
I frågan om vilken det andra förbandet som skulle kvarstå att utgöra stödenhet till Vaxholm, stod mellan kustartilleriregementena i Karlskrona och i Göteborg. I den samlade bedömningen ansågs att det skulle krävas större investeringar i både Göteborg och Karlskrona, då de båda saknade den typen av övningsfält som Vaxholm hade. Däremot så ansågs båda lämpliga till att utgöra stödenhet till Vaxholm. Men regeringens val föll på Göteborg. Bland annat med argumentet att Göteborg som Sveriges andra största stad behövde en militär närvaro. Men även det centrala läget i Västsverige sett ur värnpliktsresesynpunkt bidrog till fördel för kustartilleriregementet i Göteborg. Kustartilleriregementet på Gotland var aldrig aktuellt att vara varken huvudenhet eller stödenhet. Därmed kom Vaxholms kustartilleriregemente och Första kustartilleribrigaden (KA 1) i Vaxholm och Älvsborgs kustartilleriregemente (KA 4) i Göteborg kvarstå i grundorganisationen, medan Karlskrona kustartilleriregemente och Andra kustartilleribrigaden (KA 2) i Karlskrona och Gotlands kustartilleriregemente (KA 3) på Gotland upplöstes och avvecklades.
Med försvarsbeslutet kom det fasta kustartilleriet att avvecklas och de kvarvarande förbanden kom istället att utgöra amfibieförband. Där de två kustartilleriregementet omorganiserades till amfibieregementen, vilka organiserade en amfibiebrigadledning och tre amfibiebataljoner. Den 30 juni upplöstes och avvecklades kustartilleriet och den 1 juli 2000 bildades amfibiekåren med Vaxholms amfibieregemente (Amf 1) Älvsborgs amfibieregemente (Amf 4) och Amfibiestridsskolan (AmfSS).
Inför försvarsbeslutet 2004 ansåg regeringen att det enbart behövdes en plattform för utbildning av amfibieförband i grundorganisationen. Där regeringen ansåg att Vaxholms amfibieregemente (Amf 1) skulle bibehållas. Bland annat då man hänvisade till regeringens proposition 1999/2000:30, där regeringen lyft fram Vaxholm som huvudplattform på grund av de goda övningsbetingelserna i Stockholms skärgård, samt att den värdering som då gjordes fortfarande gällde. Där man då konstaterade att regementet i Göteborg hade begränsade övningsförutsättningar. Därav så kom regeringen föreslå för riksdagen att regementet skulle upplösas och avvecklas. Dock så ansågs det att det även i fortsättningen var viktigt att utbilda förband som kunde uppträda och verka även på Västkusten. Vilket medförde att anläggningen på Känsö skulle bibehållas, och utgöra ett detachement till Vaxholms amfibieregemente.
Den 31 december 2004 avvecklades Älvsborgs amfibieregemente, från och med 1 januari 2005 övergick regementet till en avvecklingsorganisation fram till dess att avvecklingen skulle vara slutförd senast den 30 juni 2006. Den 5 september 2005 överlämnade chefen för Älvsborgs amfibieregemente dess fana till chefen för Vaxholms amfibieregemente. Kvar i Göteborg kvarstod avvecklingsorganisationen, vilken verkade fram till den 30 juni 2006. Efter att regementets grundutbildning upphört, bildades ett detachement med 17. bevakningsbåtkompani och Säkerhetskompani Sjö ur Amfibieregementet, samt ett Sjöinformationskompani ur Marinbasen i Karlskrona.
Den 14 maj 2019 överlämnade försvarsberedningen sin slutrapport till regeringen, där man föreslog hur det militära försvaret skulle utvecklas åren 2021–2025. Försvarsberedningen föreslog bland annat att en amfibiebataljon skulle etableras på västkusten. Det i syfte att bidra till försvar och skydd av Sveriges viktiga förbindelserna på Västkusten och i Göteborg. Försvarsmakten gjorde en analys av försvarsberedningens slutrapport "Värnkraft", där även Försvarsmakten föreslog att en amfibiebataljon skulle etableras på västkusten. Försvarsmakten föreslog att Älvsborgs amfibieregemente skulle bildas under 2022 av det detachement från Amfibieregementet (Amf 1), vilket utgjordes av  17. bevakningsbåtkompaniet och delar av 13. säkerhetsbataljonen.
Inför försvarsbeslutet 2020 presenterade regeringen den 12 oktober 2020 en överenskommelse, om att från 2022 återetablera Älvsborgs amfibieregemente i Göteborg. Regeringen angav att Älvsborgs amfibieregemente i Göteborg skulle återetableras för att utbilda en amfibiebataljon, med bakomliggande orsak att en återetablering i Göteborg är viktigt för att få en permanent militär närvaro på västkusten samt att skydda Göteborgs hamn och förbindelserna västerut. Älvsborgs amfibieregemente skulle återetableras åren 2021-2025 främst genom omplacering av personal från Haninge garnison och Amfibieregementet. Senast den 1 mars 2021 skulle Försvarsmakten redovisa myndighetens planering till regeringskansliet (försvarsdepartementet) över återinrättandet av Älvsborgs amfibieregemente (Amf 4) i Göteborg.
Den 26 februari 2021 presenterade Försvarsmakten sitt budgetunderlag för 2022, där Försvarsmakten redovisade sin planering, förberedelser och verksamhet i syfte att kunna återinrätta de av försvarsbeslutet utpekade regementen. Älvsborgs amfibieregemente föreslogs etableras från det fjärde kvartalet 2021, samt ansvara för utbildning av en amfibiebataljon, ett bevakningsbåtkompani samt ett säkerhetskompani (sjö). Den 16 juni 2021 offentliggjorde Försvarsmakten cheferna för de nyupprättade förbanden. Där överste Fredrik Herlitz utsågs till Älvsborgs amfibieregemente nya regementschef och tillträdde formellt sin befattning i samband med att regementet återetablerades fjärde kvartalet 2021. Den 1 september 2021 trädde förordningen med instruktion för Försvarsmakten (2007:1266) i kraft, vilken innebar en återetablering av fyra regementen och en flygflottilj. Den 1 oktober 2021 återetablerades Älvsborgs amfibieregemente genom en ceremoni, där bland annat Kronprinsessan Victoria, försvarsminister Peter Hultqvist och överbefälhavaren Micael Bydén närvarade och där Kronprinsessan Victoria förklarade regementet återupprättat. Klockan 12.00 överlämnade överbefälhavaren befälet över Älvsborgs amfibieregemente till dess nye chef överste Fredrik Herlitz. I samband med återetableringen övertog regementet krigsförbanden 5. amfibiebataljonen, 17. bevakningsbåtkompaniet och 132. säkerhetskompani sjö från Amfibieregementet.

## Verksamhet
Regementet organiserade och utbildade 5. amfibiebataljonen, vilken bildades åren 1994–1995 vid dåvarande Älvsborgs kustartilleriregemente (KA 4). Efter att kustartilleribataljonerna avvecklades 2000 och endast amfibiebataljonerna kvarstod i Försvarsmaktens krigs- och grundorganisation, kom 5. amfibiebataljonen från 2000 ingå i Amfibiebrigaden. Amfibiebrigaden var ett krigsförband som bestod av en amfibiebrigadledning och tre amfibiebataljoner, där brigadledningen och två av bataljonerna utbildades i Vaxholm.
Den 8–14 juni 2005 genomförde regementet och 5. amfibiebataljonen sin sista slutövning, då Försvarsmakten genomförde en marin slutövning i Lyskilsområdet på Västkusten. Efter att marinens slutövning var slut, fortsatte bataljonen övas i Göteborgsområdet, vilken senare övergick till en förevisningsövning. I övningen förevisades den 22 juni 2005 bland annat en landstigning av en rysk marininfanteripluton ur 336. gardesmarininfanteribrigaden. Det ryska marininfanteriet förevisade en landstigning från landstigningsfartyget BDK-58 Kaliningrad, med bland annat landstigning av BTR-80.
I samband med att Älvsborgs amfibieregemente återetablerades, återetablerades även 5. amfibiebataljonen. Älvsborgs amfibieregemente övertog krigsförbanden 17. bevakningsbåtkompaniet och 132. säkerhetskompani sjö från Amfibieregementet, samt garnisonschefskapet över Göteborgs garnison från Försvarsmedicincentrum, något som i praktiken innebär att Älvsborgs amfibieregemente från dag ett innefattade nära 600 medarbetare och 300 värnpliktiga.

## Ingående enheter

### 5.amfibiebataljonen
5. amfibebataljonen (5. amfbat) återetablerades med regementet 2021 och är ett förband under uppbyggnad tillhörande Älvsborgs amfibieregemente. När förbandet är fullt utbyggt kommer det innehålla ungefär 800 personer, varav hälften av dessa kommer utgöras av officerare och anställda soldater. Övriga 400 kommer utgöras av värnpliktig krigsplacerad personal.

### 17.bevakningsbåtkompaniet
17. bevakningsbåtkompaniet är ett amfibieförband som förfogar över fem bevakningsbåt typ 88 samt ledningsfartyget HMS Skaftö (17). Kompaniet har ubåtsjakt, minstrid samt bordning som sina huvuduppgifter. I kompaniet ingår stabstropp, bevakningsbåtpluton, sensorpluton, bordningstropp, närskyddstropp samt trosstropp. Kompaniet är baserat i Göteborgs garnison och ett fristående kompani och lyder direkt under C Amf 4. Bevakningsbåtkompaniet tillhörde ursprungligen Amfibieregementet, men överfördes 1 oktober 2021 till Älvsborgs amfibieregemente.

### 132.säkerhetskompani sjö
132. säkerhetskompani sjö är ett säkerhetsförband som är stationerat i Göteborg och specialiserat på uppgifter i skärgårdsmiljö inom ramen för 13. säkerhetsbataljonens verksamhet. Förbandet har möjlighet att förflytta sig såväl på land som på vatten. Kompaniet består av en kompaniledning med stab, en stab- och trosspluton, två säkerhetsplutoner och en spaningspluton. Säkerhetskompani sjö tillhörde ursprungligen Amfibieregementet men överfördes 1 oktober 2021 till Älvsborgs amfibieregemente. 

## Förläggningar och övningsplatser

### Förläggning
Regementet övertog det kasernområde i Västra Frölunda som uppfördes 1942 för Älvsborgs kustartilleriregemente (KA 4). Etablissementet uppfördes efter 1940 års militära byggnadsutrednings typritningar och omfattade ett 80-tal byggnader. På 1980-talet tillkom Västkustens marinkommando (MKV) på området. År 2000 övertogs området av Älvsborgs amfibieregemente, samtidigt som marinkommandot upplöstes och avvecklades. I marinkommandots ställe flyttade staben för Södra militärdistriktet (MD S) in på området. Från den 1 september 2005 till den 30 september 2021 var Försvarsmedicincentrum förvaltande förband av kasernetablissementet.

### Övningsplatser
Regementet övar bland annat vid Göteborgs skärgårdsskjutfält, Sisjöns skjutfält, Säve skjutbanor, Bulids skjutfält, Sågebackens skjutfält samt Bråts skjutfält. I samband med att Älvsborgs amfibieregemente återetablerades, övertogs förvaltningsansvaret för Göteborgs skärgårdsskjutfält och Bråts skjutfält samt garnisonsansvaret för Gullmarsbasen från Försvarsmedicincentrum. Från Skaraborgs regemente övertogs förvaltningsansvaret Sisjöns skjutfält.

## Heraldik och traditioner
Älvsborgs amfibieregemente övertog färger och traditioner från Älvsborgs kustartilleriregemente (KA 4). I och med återetableringen av Älvsborgs amfibieregemente den 1 oktober 2021 återtog regementet de färger och traditioner som åren 2005–2021 förvaltades av bland annat Amfibieregementet (Amf 1) och Göteborgs skärgårdsbataljon (43. mhvbat). Från den 19 januari till den 2 februari 2022 genomförde Älvsborgs amfibieregemente sin första högvakt sedan återetableringen, den första på drygt 17 år. Högvakten bestod av värnpliktiga och befäl ur grundutbildningsbataljonen vilka löste av Stockholms amfibieregemente och bevakade sedan Stockholms slott och Drottningholms slott.

### Förbandsfanor
Älvsborgs amfibieregemente ärvde Älvsborgs kustartilleriregementes fana. Den 5 september 2005 överlämnade chefen för Älvsborgs amfibieregemente regementets fana till chefen för Vaxholms amfibieregemente. Efter att Älvsborgs amfibieregemente avvecklades kom dess fana och traditioner att föras vidare av 17. bevakningsbåtkompaniet vid Amfibieregementet (Amf 1). Den 26 augusti 2022 överlämnade H.K.H Kronprinsessan, på uppdrag av konungen, en ny fana till Älvsborgs amfibieregemente, vilken mottogs av regementschefen Fredrik Herlitz.

### Minnesstenar
År 2006 restes en minnessten framför byggnad 82 (nya kanslihuset) till minne av KA 4/Amf 4. Stenen är huggen i bohuslänsk granit från Lysekilsområdet.

### Utmärkelsetecken
År 2000 instiftades Älvsborgs amfibieregementes förtjänstmedalj i guld och i silver (ÄlvsbamfregGM/ÄlvsbamfregSM). År 2005 instiftades Älvsborgs Amfibieregementes minnesmedalj i guld (ÄlvsbamfregMM).

## Förbandschefer
Förbandschefen tituleras regementschef och har tjänstegraden överste, samt är tillika kommendant för Göteborgs garnison.

- 2000–2003: Överste Bo Andersson
- 2003–2005: Överste Stefan Gustafsson
- 2005–2006: Överstelöjtnant Hans-Richard Wijkmark [d]
- 2005–2021: Ej aktivt
- 2021–20xx: Överste Fredrik Herlitz [e]

## Namn, beteckning och förläggningsort
| Älvsborgs amfibieregemente    | 2000-07-01 | – | 2004-12-31 |
| Avvecklingsorganisation Amf 4 | 2005-01-01 | – | 2006-06-30 |
| Etableringsorganisation Amf 4 | 2021-02-01 | – | 2021-09-30 |
| Älvsborgs amfibieregemente    | 2021-10-01 | – |            |

| Amf 4    | 2000-07-01 | – | 2004-12-31 |
| Ao Amf 4 | 2005-01-01 | – | 2006-06-30 |
| Eo Amf 4 | 2021-02-01 | – | 2021-09-30 |
| Amf 4    | 2021-10-01 | – |            |

| Göteborgs garnison (F)           | 2000-07-01 | – | 2006-06-30 |
| Göteborgs garnison (F)           | 2021-10-01 | – |            |
| Skredsviksbasen (D)              | 2021-10-01 | – |            |
| Göteborgs skärgårdsskjutfält (Ö) | 2000-07-01 | – | 2006-06-30 |
| Bråts skjutfält (Ö)              | 2021-10-01 | – |            |
| Göteborgs skärgårdsskjutfält (Ö) | 2021-10-01 | – |            |
| Sisjöns skjutfält (Ö)            | 2021-10-01 | – |            |

## Galleri

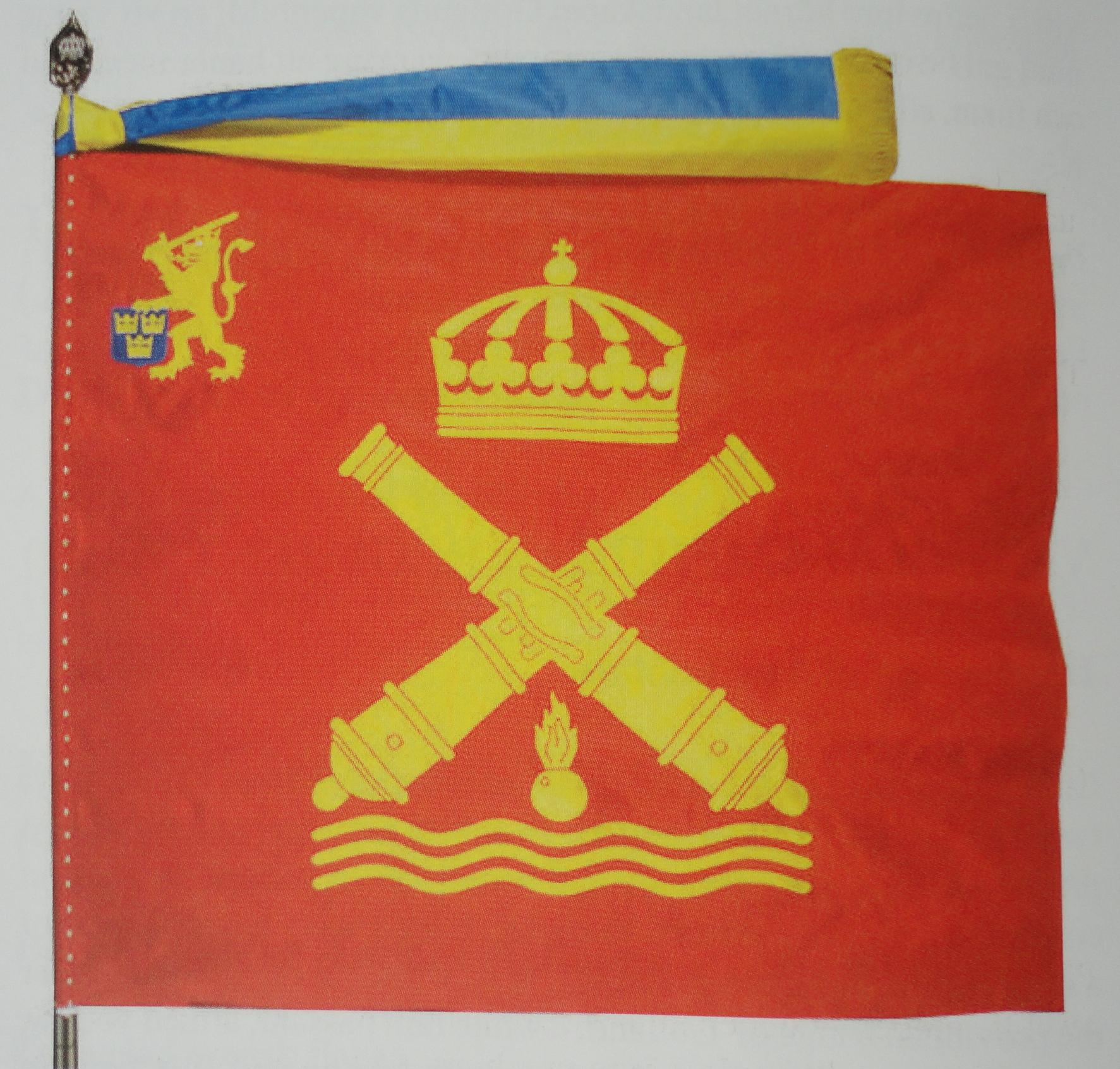
Amf 4 fana - överlämnades 1995-06-17 till dåvarande Älvsborgs kustartilleriregemente (KA 4) av marinchefen, viceamiral Peter Nordbeck på Artillerigården i Stockholm.
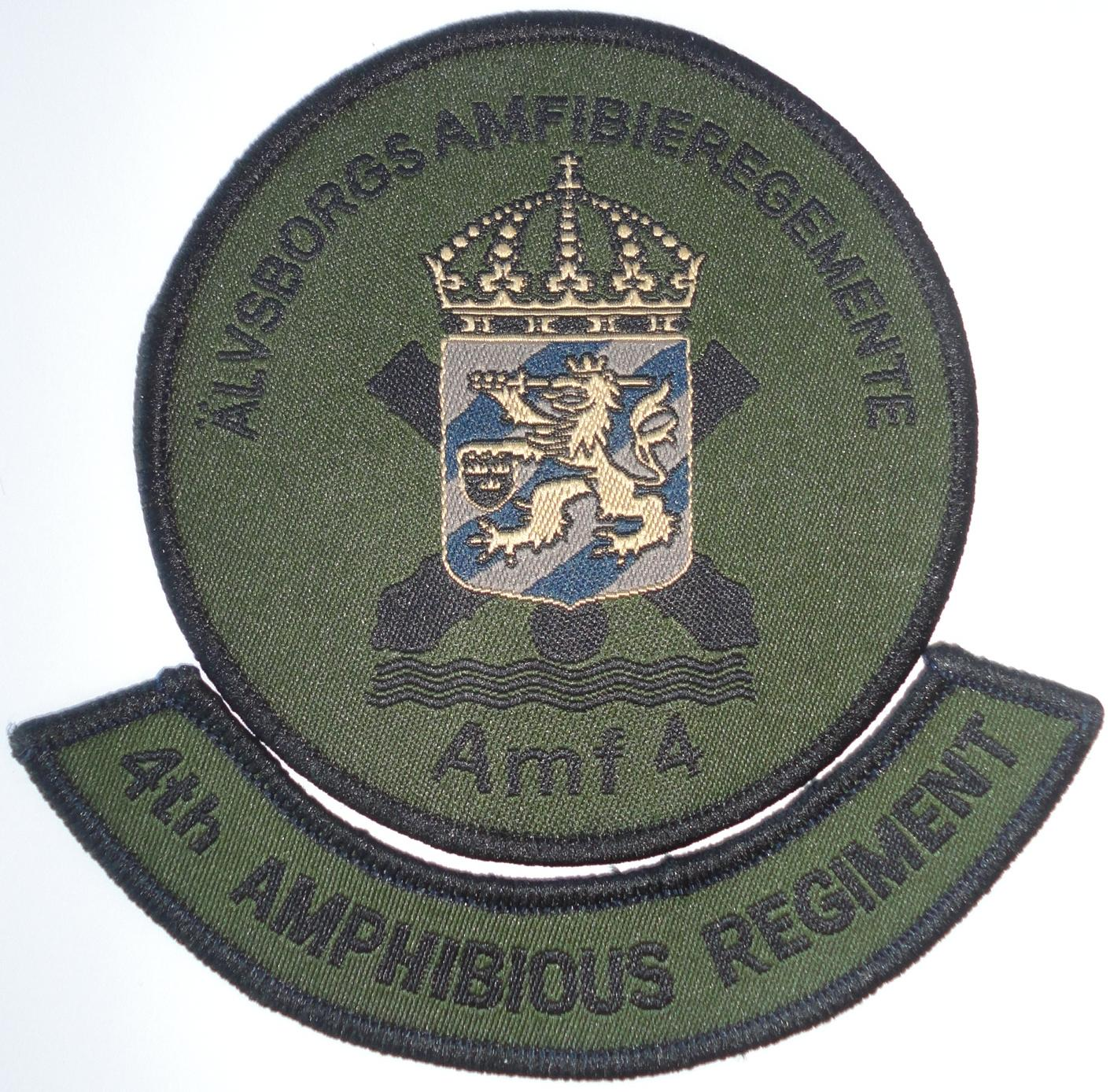
Amf 4 förbandsmärke till fältuniform. Tilläggsbågen med regementsnamnet på engelska skulle anläggas vid eventuell samövning med utländska förband.
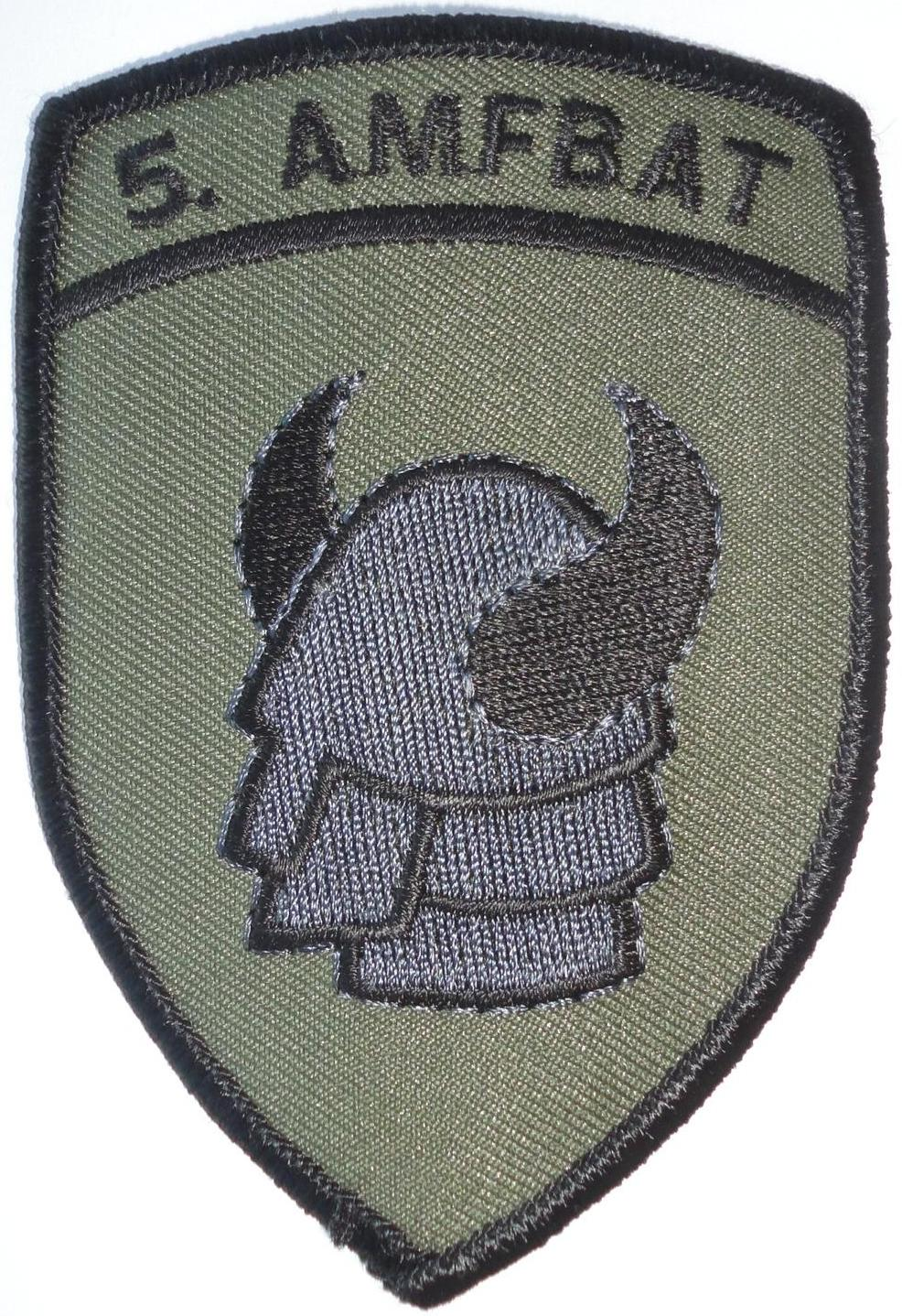
5. amfibiebataljonens (Amf 4 krigsförband) förbandsmärke till fältuniform.
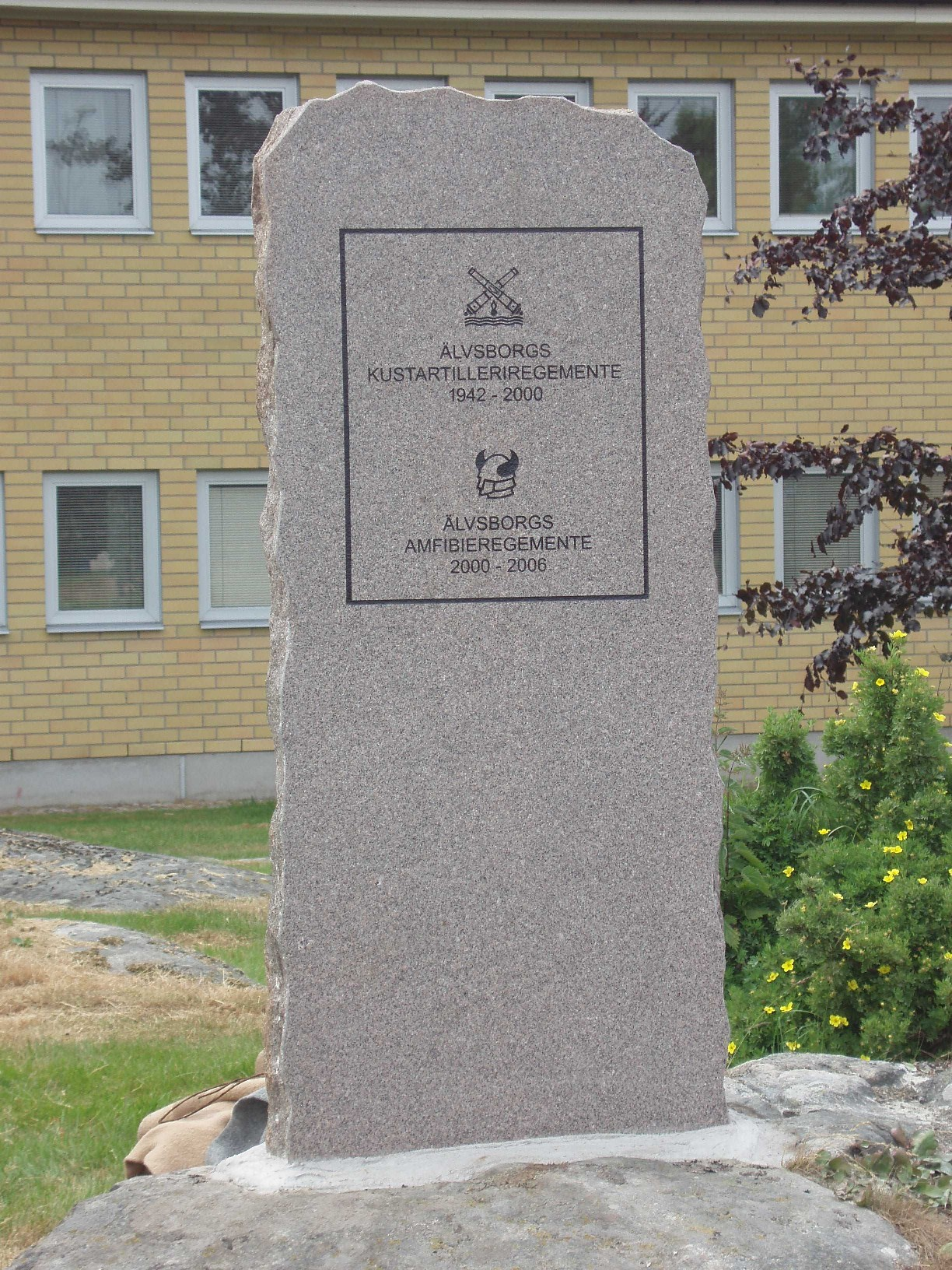
Minnesstenen för KA 4 och Amf 4 omedelbart efter avtäckning den 21 juni 2006.
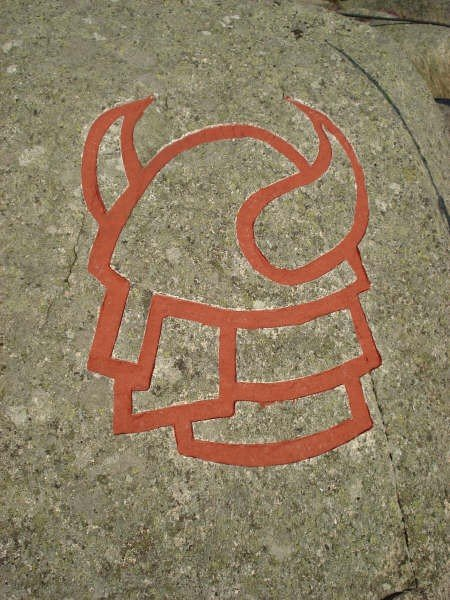
Amfibiekårens skyddshelgon Torleif inhuggen på den västra sidan av Käringberget, Göteborgs garnison, av officerare vid Amf 4 som minne av amfibieepoken på västkusten.
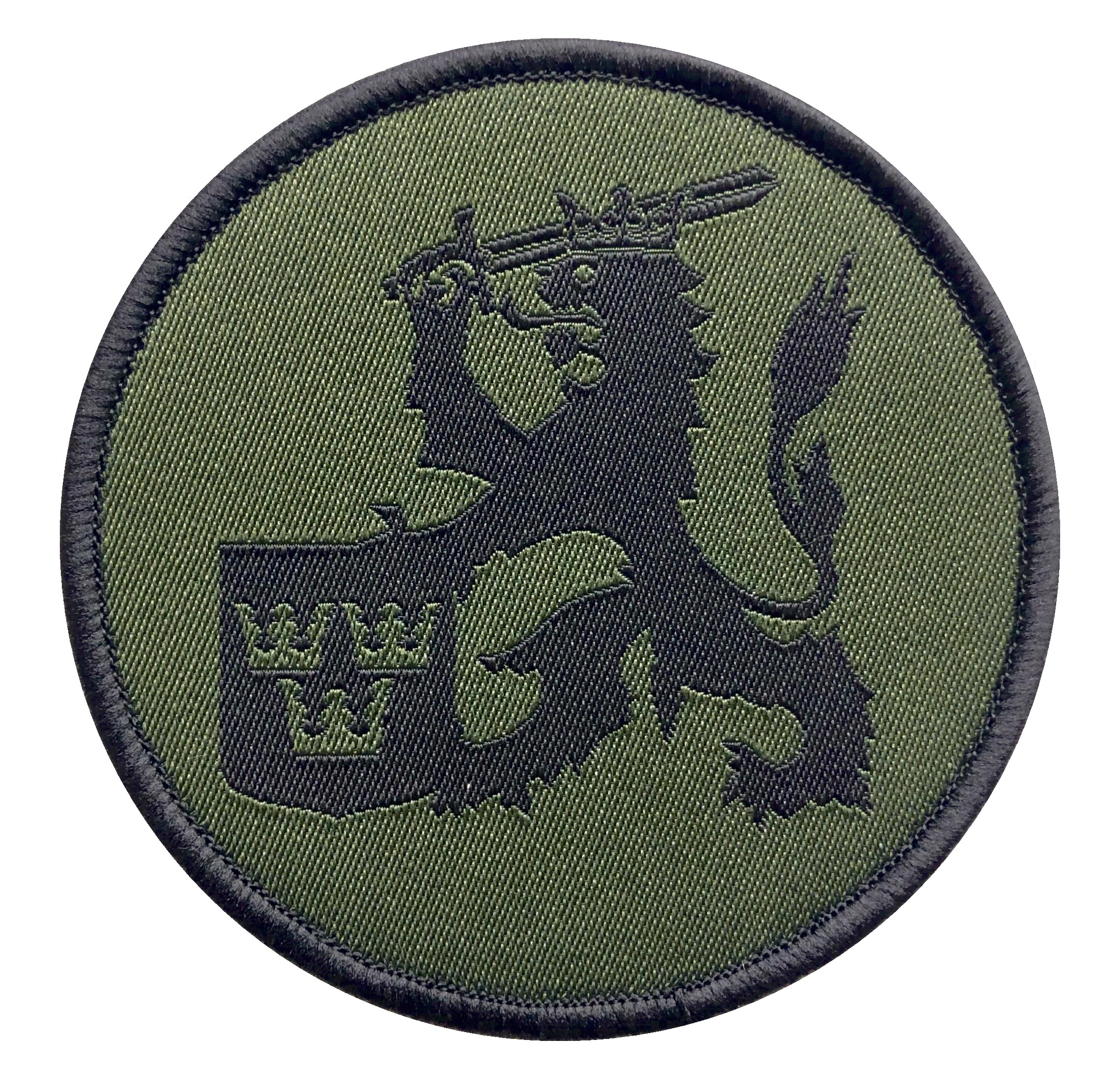
Amf 4 förbandsmärke till fältuniform fr.o.m. 2021-10-01.